# داخله
داخله یکی از شهرهای کشور مراکش و مرکز استان وادی الذهب لکویره است.
شهر داخله در جنوب مراکش نزدیک به مرز موریتانی قرار دارد.